# نيكولاي كلوسن
نيكولاي كلوسن (بالألمانية: Nikolai Asmus Clausen)‏ هو جندي وضابط ألماني، ولد في 2 يونيو 1911 في فلنسبورغ في ألمانيا، وتوفي في 16 مايو 1943 في المحيط الأطلسي.